# Väster-Tranatjärnen
Väster-Tranatjärnen är en sjö i Bräcke kommun i Jämtland och ingår i Ljungans huvudavrinningsområde.